# 雲林縣鄉道
雲林縣鄉道在1961年始有編制存在，今日系統於1983年大致定型，共計280條。全縣各鄉鎮內均有鄉道分佈。本縣鄉道多集中彰化平原之上，如雲197線、雲201線等。另有部分鄉道位於斗六丘陵上，如雲220線。且本縣鄉道有一大部分皆無里程牌。另外，本縣鄉道有一部分為糖業鐵路改建或與其平行，如雲30線全線曾為虎尾糖廠西螺營業線（曾為南北平行預備線）改築、雲194線、雲206線一部分曾為斗六糖廠崁腳原料線改築而成。本縣為全國鄉道數量最多之縣市，且另有尚待確認之雲42-1線、雲221、雲222、雲223等線未計入。